# 완핑청역
완핑청역(중국어: 宛平城站)은 중국 베이징시 펑타이구 완핑 가도 징강아오 고속공로 보로 및 중국인민항일전쟁기념관 조각공원 지하에 위치하는 베이징 지하철 16호선의 지하철역으로, 이 역은 2023년 12월 30일에 16호선 나머지 구간과 함께 개통되어 영업을 개시하였고 16호선 남부 구간 시·종착역 기능을 수행하고 있다.

## 역 구조
이 역은 총 길이가 480.8m에 달하는 지하 2층 구조의 1면 2선 섬식 승강장으로 설계된 역으로, 주요 구조는 2층, 2기둥, 3경간 프레임 구조로 역의 동쪽 끝에 건넘선이 존재한다. 역은 주로 오픈 컷 공법으로 건설되었고, 또한 고대 융딩허 강바닥의 퇴적층에 존재하며 많은 큰 입자를 포함하고 있어 이 구간에서는 기계화된 지하 굴착이 사용되어 건설되었다.
이 역의 실내 장식은 "완핑 기억(宛平记忆)"을 주제로 중앙미술학원 건축학부 부학장 추이둥후이가 디자인 컨설턴트로 참여하고 궤도교통연구센터가 디자인을 완성했다.

### 층별 구조
| G  | 출입구                          |                                                 |
| B1 | 대합실                          | 고객센터, 자동 발권기, 보안 검색대, 출입 게이트 |
| B2 | ←                               | ■ 16호선 베이안허 방면 (훙타이좡)               |
| B2 | 섬식 승강장, 왼쪽 출입문이 열림 |                                                 |
| B2 | →                               | ■ 16호선 하차 전용 승강장                       |

### 대합실
완핑청역 대합실은 지하 1층에 위치하며 폭은 19.7m이다.
대합실 측벽은 추이둥후이와 궈리밍이 디자인한 삼각형 접이식 패널 벽화로 빨간색과 파란색 톤이 AB 접이식 표면 형태로 표시되었다.。

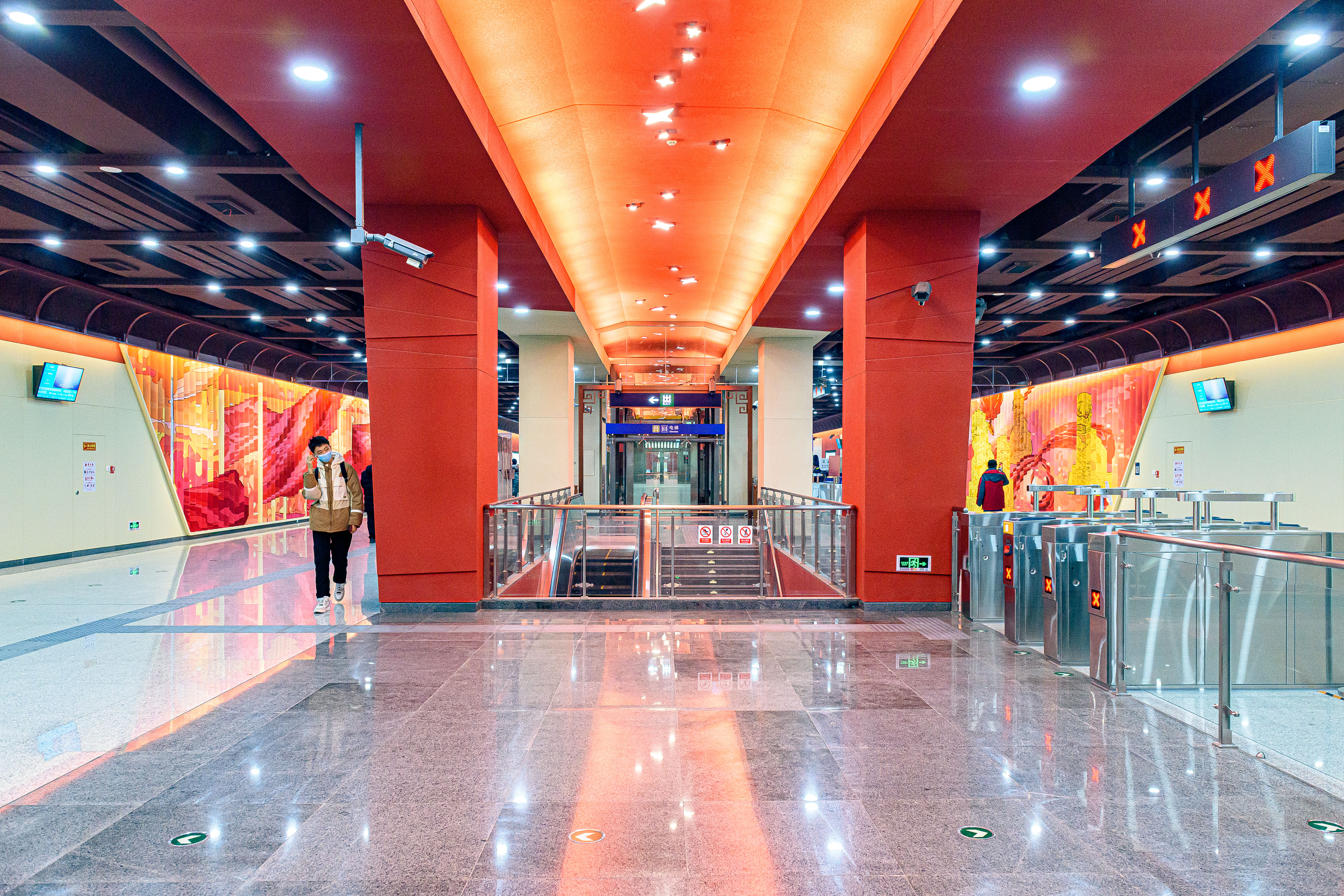
서쪽에서 동쪽으로 조망한 벽화가 붉은색을 띤 모습
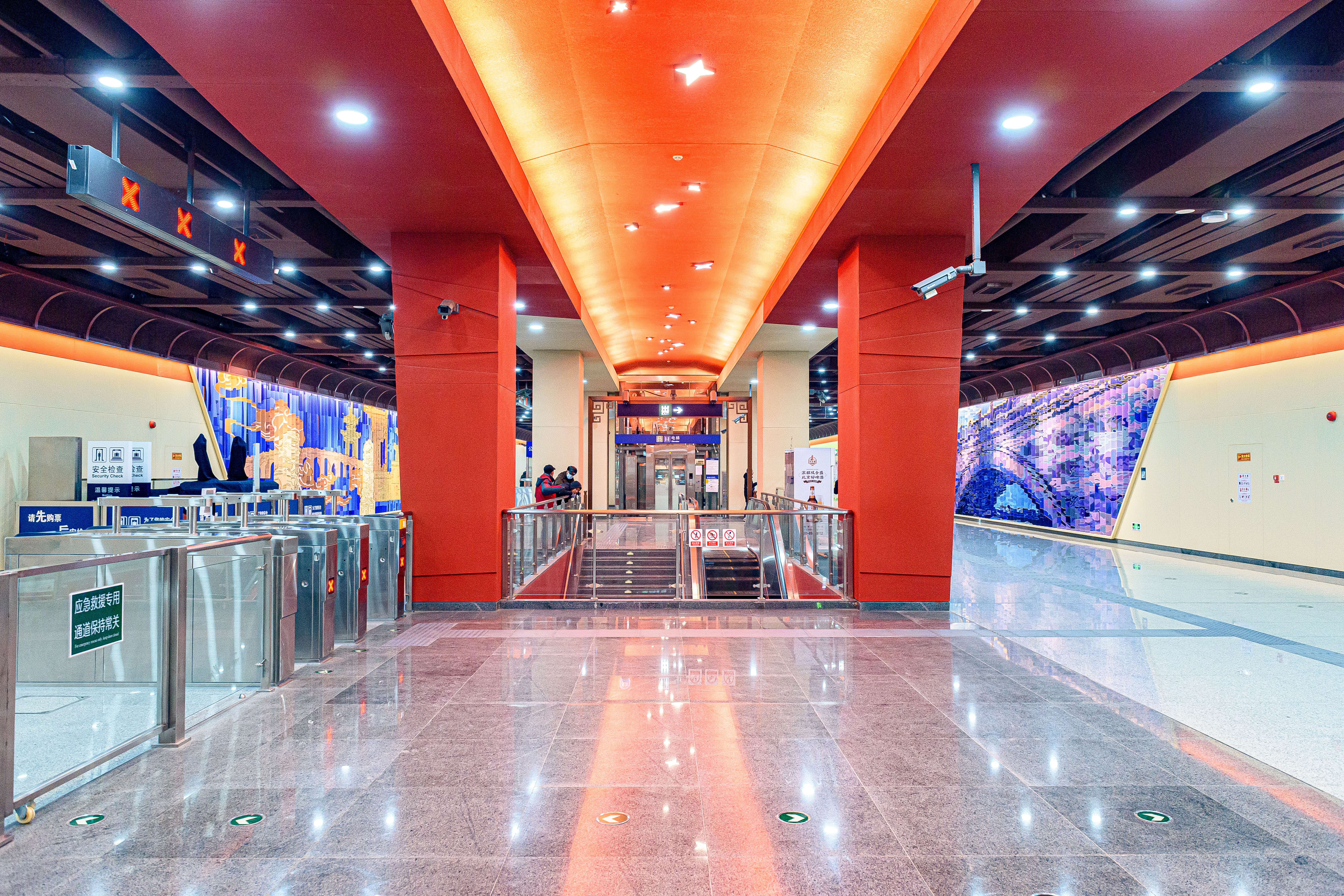
동쪽에서 서쪽으로 조망한 벽화가 푸른색을 띤 모습

### 승강장
완핑청역은 항일전쟁 조각원 지하에 위치한 섬식 승강장이 있고, 승강장의 폭은 12m이다.16호선 열차는 종점에 도착 후 회차하는 관계로 북쪽 승강장은 승객 하차 전용, 남쪽 승강장은 승객 승차 전용으로 사용된다.

## 출구
완핑청역은 징강아오 고속공로 북쪽에 2개의 출입구(C1, D)가 있고 남쪽에 1개의 출입구(C2)가 있다.
|                         |                                    | |      |             |
| 출구                    | 지시                               | 출구 인근 | 사진 | 무장애 시설 |
| 出口 · C · 1            | 루거우차오 남로(卢沟桥南路) 북측   | 둥관 남로(东关南街), 샤오웨 중로(晓月中路), 중국인민항일전쟁기념관 조각공원 동문(中国人民抗日战争纪念雕塑园 东门) |      |             |
| 出口 · C · 2            | 징강아오 고속공로(京港澳高速) 남측 | |      | 빈칸        |
| 出口 · D                | 루거우차오 남로(卢沟桥南路) 북측   | 조각정원 앞 벙커(雕塑园前碉堡), 중국인민항일전쟁기념관 조각공원 서문(中国人民抗日战争纪念雕塑园 西门)             |      | 빈칸        |
| 아이콘 설명: 엘리베이터 |                                    | |      |             |

## 역사

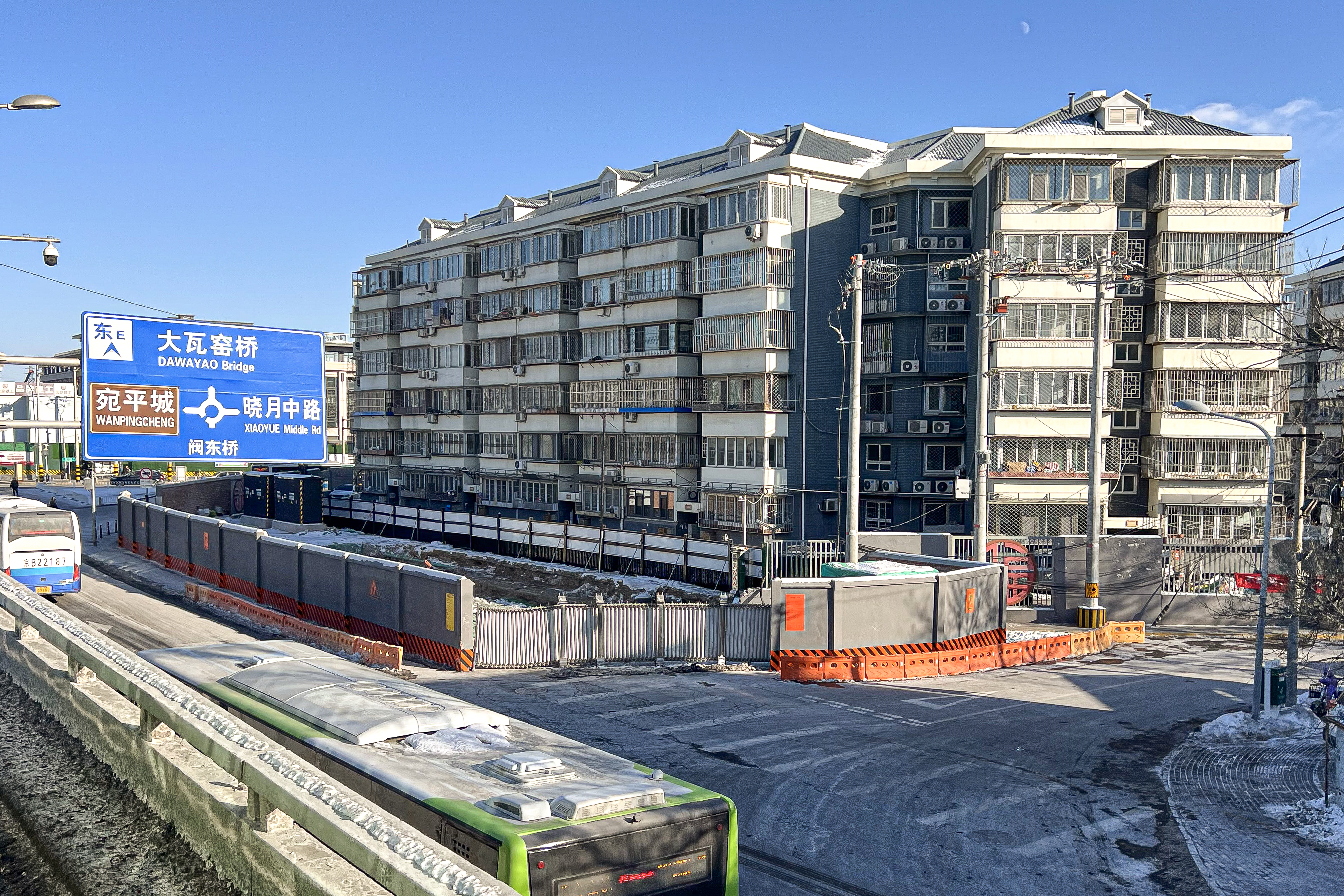
완핑청역 C2출구 건설현장(2023.12.20)

14호선 초기에는 완핑청 일대를 통과할 계획이었으나 2008년에 완핑청에서 더 먼 곳으로 계획이 변경되었다. 완핑청 지역은 2008년 11월 서명 청원을 시작하였는데, 조각 공원에 14호선의 역 설치를 요구하는 서명 청원서이다. 그러나 기술자들의 어려움 및 기타 요인으로 인해 14호선은 최종적으로 완핑청 지역에 역을 설치하지 못하게 되었다. 14호선에서 완핑청까지 가장 가까운 역은 다와야오역이다.
2010년 제안된 16호선 계획안 역시 루거우차오 샤오웨 정원을 종점으로 하려고 했었다. 그러나 같은 해 12월 말 베이징시 정부가 원칙적으로 승인한 계획안에서는 남쪽 구간이 16호선의 종점은 위수좡역으로 변경되었다. 이 때문에 샤오웨위안 주민들은 2011년 1월 초 샤오웨위안 역의 유지를 요구하는 또 다른 서명 캠페인을 시작했다. 2011년 5월 철도제3연구소가 발표한 "베이징 지하철 16호선 프로젝트 환경영향평가 정보 2차 발표"에 따르면 16호선은 위수좡에서 완핑청까지 3km 연장된다는 안건이다.
2013년 4월 25일 완핑청역 설계계획이 발표되기 시작했고, 동년 12월에 시공이 완료되었다. 역사는 2015년 5월 18일에 조각군 핵심 구역의 개방형 기초 구덩이 부분의 구조적 캡핑을 완료했으며, 2017년 10월 17일에 역사의 주요 구조가 완전히 봉정되었다.
2020년 5월 국가문화재청은 건설 및 운영 중 문화재 안전 모니터링 계획 수립, 지상 건물 시설 설계 최적화, 디자인 계획 및 문화재 영향에 대한 평가 보고서 내용에 대한 세부 점검을 실시하였다.
2022년 9월 1일에 발표된 "철도 16호선(무시디역 ~ 완핑청역) 역 명칭 계획에 관한 고시"에서 이 역은 2022년에도 여전히 완핑청역으로 불렸다. 이 역명은 2022년 11월 1일 발행되는 지명 공고에도 그대로 유지되었다.
2023년 12월 30일 첫 차 운행 개시부터 이 역은 정식 개통되었다.